# ジュロン

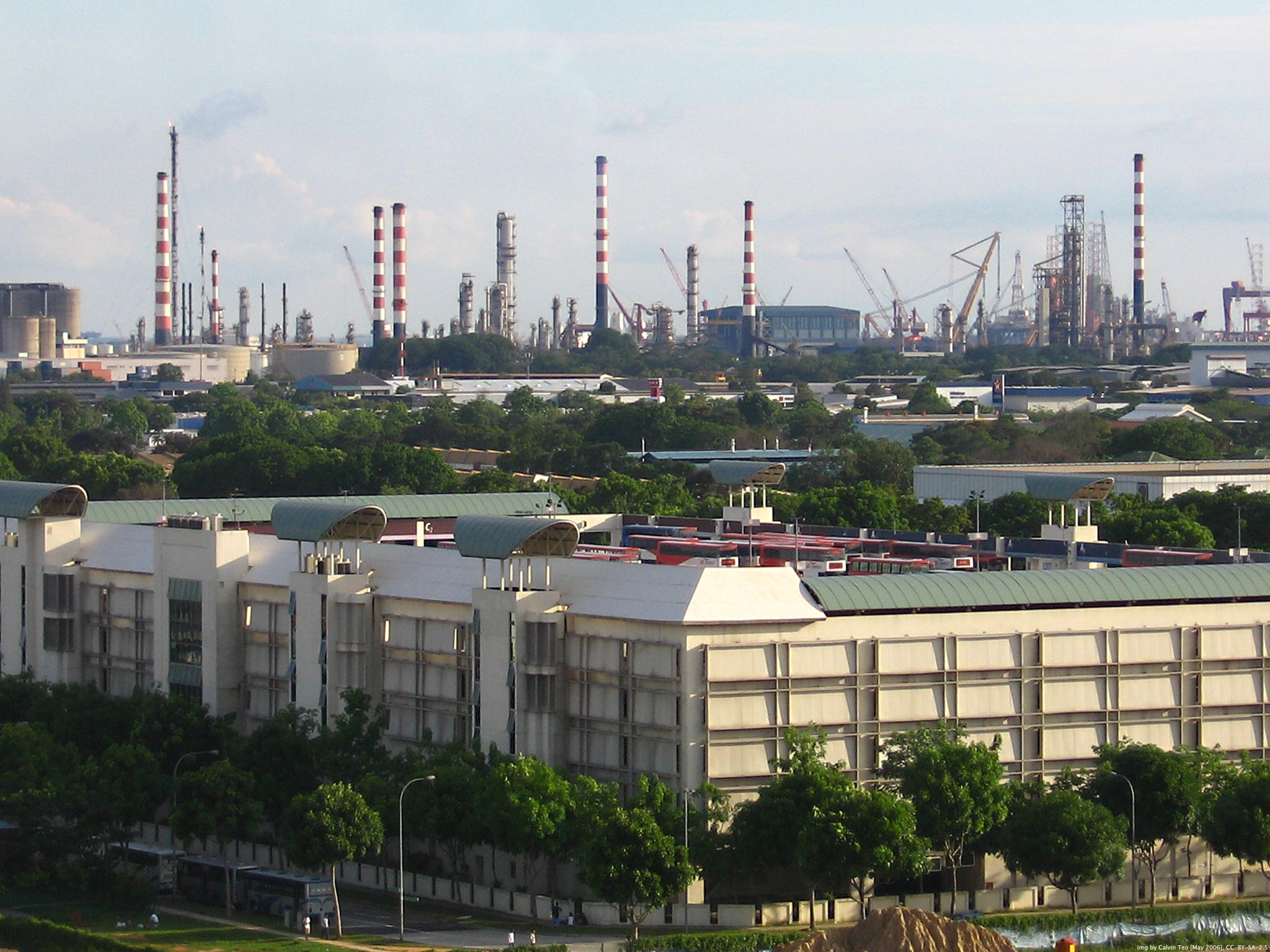
ジュロン工業団地

ジュロン（英: Jurong）は、シンガポール西部（南西地区）にある地区である。1960年代に職住近接型の工業団地・ニュータウンとして開発された。ジュロン湖 (Jurong Lake) を中心にジュロン・イースト (Jurong East) およびジュロン・ウエスト (Jurong West) に分けられる。
南の沖合には石油化学工業地区として造成されたジュロン島がある。

## 歴史
地名はおそらくマレー語の jerung 「サメ」に由来する。マレー語の jerang 「谷」がシンガポール本島とジュロン島の距離を表すのではという説もある。1852年から1853年にかけて、ジュロン・ロードが開かれたが、シンガポールが自治領となった1959年まで、この一帯は郊外の農村地帯であった。
シンガポール政府が工業化を図る上で、ジュロンの土地が注目を集め、最も重要な開発地域とされた。ジュロンの海は深く、港湾の建設に最適であるうえ、土地のほとんどが国有であったためである。都市の中心部や既存の住宅地からも離れており、重工業の誘致に適するうえ、多くの丘が存在することから廃棄物の埋め立てにも適しているとみなされた。
1961年、経済開発庁（EDB）が設立され、ジュロンの工業化と土木事業にあたった。
1963年には日本の石川島播磨重工業が51%、シンガポール政府が49%出資した造船会社ジュロン・シップヤードが操業を開始。1965年にはジュロン港が開設された。1968年には、ジュロンの開発のためにジュロン・タウン・コーポレーション（現在のJTCコーポレーション）が設立された。
1970年にはシンガポールを訪問した皇太子夫妻がジュロン・シップヤードを訪問。作業員らと交流を行った。
シンガポールの経済発展の結果、本島では工業用地が不足するようになり、石油化学工業の誘致のためにジュロン沖合の7つの島を埋め立てる計画が浮上し、1990年代半ばから工事が行われ、ジュロン島となった。

## 交通
マス・ラピッド・トランジット（MRT）によって中心部及び各地と結ばれている。
- マス・ラピッド・トランジット
  - MRT東西線
    - ジュロン・イースト駅 - チャイニーズ・ガーデン駅

  - MRT南北線
    - ジュロン・イースト駅